# Eidos Montréal
Eidos Montréal – kanadyjski producent gier komputerowych, powstały w 2007 roku jako oddział Eidos Interactive, a prezesem został Stéphane D’Astous. W tym samym roku ogłoszono pracę nad grą Deus Ex: Bunt ludzkości, która została wydana w roku 2011. W 2009 studio ogłosiło swój drugi projekt, czwartą część serii Thief.  W 2013 założyciel Stephane D'Astous odszedł ze studia a jego miejsce zastąpił David Anfossi. W tym samym roku studio zapowiedziało piątą część serii Deus Ex, Deus Ex: Universe.

## Gry wyprodukowane
| Rok wydania | Tytuł                          | Platformy                                                           |
| ----------- | ------------------------------ | ------------------------------------------------------------------- |
| 2011        | Deus Ex: Bunt ludzkości        | Microsoft Windows, OS X, PlayStation 3, Wii U, Xbox 360             |
| 2013        | Tomb Raider (gra wieloosobowa) | Microsoft Windows, PlayStation 3, PlayStation 4, Xbox 360, Xbox One |
| 2013        | Deus Ex: The Fall              | Android, iOS, Microsoft Windows (2014)                              |
| 2014        | Thief                          | Microsoft Windows, PlayStation 3, PlayStation 4, Xbox 360, Xbox One |
| 2016        | Deus Ex: Rozłam ludzkości      | Microsoft Windows, PlayStation 4, Xbox One                          |
| 2018        | Shadow of the Tomb Raider      | Microsoft Windows, PlayStation 4, Xbox One                          |